# Devis Boschiero
Devis Boschiero (* 29. Juli 1981 in Chioggia) ist ein italienischer Profiboxer und ehemaliger Europameister (EBU) und WBC-WM-Herausforderer im Superfedergewicht.

## Karriere
Bei den Amateuren wurde Devis Boschiero 2001, 2002 und 2003 italienischer Meister im Federgewicht und gewann die Silbermedaille im Leichtgewicht bei den EU-Meisterschaften 2003 in Straßburg. Er war dabei erst im Finalkampf gegen Selçuk Aydın unterlegen. 2004 nahm er an den Europameisterschaften in Pula teil, wo er im Achtelfinale gegen Viorel Simion ausschied.
Im Dezember 2004 bestritt er sein Profidebüt und blieb in seinen ersten 30 Kämpfen ungeschlagen. Er gewann im Dezember 2006 die Jugendweltmeisterschaft der IBF und im November 2007 die interkontinentale Meisterschaft der WBA. Im Juli 2007 hatte er den ins Profilager gewechselten Amateurweltmeister Kirkor Kirkorow besiegt. Im November 2008 gewann er die EU-Meisterschaft der EBU und sicherte sich im Mai 2011 die italienische Meisterschaft.
Am 6. November 2011 boxte er in Tokio um den WBC-Weltmeistertitel im Superfedergewicht, verlor aber gegen den japanischen Titelträger Takahiro Aō durch geteilte Punktrichterentscheidung.
Am 21. Juli 2012 schlug er Ermano Fegatilli beim Kampf um den Europameistertitel der EBU und konnte den Titel anschließend gegen Antonio De Vitis, Samir Kasmi und den ungeschlagenen Franzosen Guillaume Frénois (Bilanz: 31-0) verteidigen, ehe er den Gürtel am 14. Februar 2014 durch eine geteilte Punktentscheidung an den ebenfalls unbesiegten Romain Jacob verlor. Den direkten Rückkampf verlor Boschiero erneut nach Punkten.
Im September 2015 verlor er in Liverpool nach zwei Niederschlägen durch T.K.o. in der sechsten Runde gegen Stephen Smith. Im Juli 2016 verlor er nach Punkten gegen Mario Barrios (15-0).
Am 19. Mai 2018 schlug er Faroukh Kourbanow (15-0) beim Kampf um den EU-Titel der EBU im Superfedergewicht. Im November 2018 unterlag er knapp gegen Martin Ward (20-1). Im September 2019 besiegte er Ivan Tomas (9-0) und wurde interkontinentaler Meister der IBF.
Im Oktober 2021 verlor er gegen Francesco Patera (24-3) beim Kampf um den interkontinentalen Meistertitel der WBO.